# Nico Evers-Swindell
Nico Thomas Evers-Swindell es un actor neozelandés que interpretó al príncipe Guillermo en la película de 2011, William & Kate. Otros de sus papeles incluyen la película de 2010, Edge of Darkness y la serie Law & Order. Es el primo de Caroline y Georgina Evers-Swindell.
Estudió en la Universidad Victoria en Wellington, de donde se graduó de un bachillerato en comercio y en leyes en 2003.
En 2011, Evers-Swindell se casó con la actriz Megan Ferguson. Hizo del príncipe Kenneth en la serie Grimm.

## Filmografía

### Películas
| Año  | Título           | Papel            | Notas |
| ---- | ---------------- | ---------------- | ----- |
| 2010 | Edge of Darkness | Soldado #2       |       |
| 2013 | Parkland         | Rufus Youngblood |       |

### Televisión
| Año  | Título                                                    | Papel                    | Notas                              |
| ---- | --------------------------------------------------------- | ------------------------ | ---------------------------------- |
| 2008 | Law & Order                                               | Eric                     | Episodio: "Executioner"            |
| 2008 | The Secret Game                                           | #6 Duke Medical          | Película de televisión             |
| 2008 | Guiding Light                                             | Mensajero                | Temporada 57, episodio 52          |
| 2010 | NCIS: Los Ángeles                                         | Rusa rubia #1            | Episodio: "Deliverance"            |
| 2011 | William & Kate                                            | Príncipe Guillermo       | Película de televisión             |
| 2013 | The Office                                                | Cpl. Miller              | Episodio: "A.A.R.M."               |
| 2013 | Drop Dead Diva                                            | Zack Trent/David Clemens | Episodio: "Jane's Secret Revealed" |
| 2013 | CSI: Crime Scene Investigation                            | Diputado Willis          | Episodio: "Girls Gone Wild"        |
| 2014 | Manhattan Love Story                                      | Tucker                   | 6 episodios                        |
| 2015 | Grimm                                                     | Príncipe Kenneth         | 6 episodios                        |
| 2015 | American Horror Story: Hotel                              | Craig                    | Episodio: "Devil's Night"          |
| 2017 | The Magicians                                             | Nigel/Umber              | 2 episodios                        |
| 2018 | The Assassination of Gianni Versace: American Crime Story | Phil Cote                | 2 episodios                        |

### Videoclips
| Año  | Título  | Artista  | Ref.  |
| ---- | ------- | -------- | ----- |
| 2015 | "Sugar" | Maroon 5 | [ 6 ] |